# Shrink〜精神科医ヨワイ〜
『Shrink〜精神科医ヨワイ〜』（シュリンク せいしんかいヨワイ）は、原作：七海仁、漫画：月子による日本の漫画。『グランドジャンプ』（集英社）にて、2019年13号から連載中。
「医療もの」であるが、「現代日本の抱える社会問題」も描かれている。ストーリーが展開されている途中で病名が発覚し、患者や家族を驚かせる演出ではなく、「初めから病名が明かされ」ることが本作の特徴。漫画で「精神医療」を題材とする作品は珍しいこともあり、2021年に話題となる。
2021年12月、第5回さいとう・たかを賞を受賞した。2025年4月時点で累計部数が140万部を突破している。
2024年8月より、NHK総合・BSプレミアム4Kにてテレビドラマが放送された。

## あらすじ
新宿にある新宿ひだまりクリニックで、弱井幸之助は患者と向き合う。

## 登場人物
弱井 幸之助（よわい こうのすけ）
新宿ひだまりクリニックの精神科医。のほほんとした外見と寝癖だらけの髪が特徴。帝應大学医学部首席卒業で、ハーバード大学に留学経験のあるインテリ。IQ180という優れた頭脳を持つ。
加えて、「身だしなみに無頓着」、「いつも昼食に同じパンと水を取るなどのこだわりの強さ」、「部屋の掃除が苦手」など発達障害の特徴も持っている。実際に、本人も自覚しており、「通知表にはいつも落ち着きがないと書かれていた」「（自分は発達の特性を持っているけれど、）日常生活に支障がないから、発達障害ではない」と発言している。
医学生時代から、知的好奇心が旺盛で、空き時間に専門外の分野の研究所を訪れていた。そのため、同じ医学部の同期だった松野からは「医学の本質を理解しようとしている」と評価されている。
一見、普通の貧乏学生だが、実は都内の開業医の息子である。しかし、父子の関係性は、あまり宜しくないとされる描写が見える。
過去に綿谷陽美という女性と婚約していたが、亡くなっている。

雨宮有里（あまみや ゆり）
新宿ひだまりクリニックで働く看護師。26歳。明るめの茶髪のボブカットが特徴。だらしなくて、商売気のない弱井に対しては、最初はつらい態度を取っていたものの、弱井の診療を見るにつれて、徐々に態度を軟化させている。
また、大学の新歓コンパで無理して飲んで寝落ちするほどの下戸である弱井と違い、短大時代に「ザル宮」とあだ名をつけられるほどの酒豪でもある。
友人思いな性格で、摂食障害で新宿ひだまりクリニックに通院することになった中学時代の同級生である、青木佳鈴の治療には積極的に取り組んだ。
岩国真紀（いわくに まき）
新宿ひだまりクリニックで働く、精神科ソーシャルワーカー。42歳。一児の母で、バツイチ。かつて、夫のDVに苦しめられていたものの、弱井の尽力で、離婚に至ることができた過去を持つ。
松野
弱井の大学時代の同期で、同じ下宿に住んでいた。妻子持ちで二児の父。弱井の過去を知る人物の一人で、彼の現在の状況にいささか不満を抱いている。
ただ単に学業優秀というだけで帝應大学医学部に入学したものの、実際の医学部の講義を受けて、自信を無くし、燃え尽き症候群になった。
しかし、弱井の医学に対する情熱と、知的好奇心に影響されて、医師としても一人の人間としても成長していくようになっていった。
医師の本質を見抜く力は高く、弱井の「誰も死なせない」治療のスタンスに対し、「それがどれほど難しいことかはお前が一番わかっているだろう！」と反発している。

## 収録エピソード
現在進行形の物語は病名・症状・療法をタイトルとし、回想・番外編は文章タイトルになっている。
- 「パニック障害」編[2]
- 「微笑みうつ」編[3]
- 「大人の発達障害」編
- 「双極性障害」編
- 「摂食障害」編
- 「PTSD」編
- 「パーソナリティ障害」編[9]
- 「ある晴れた日曜に」（番外編）
- 「アルコール依存症」[9]
- 「産後うつ」[4]
- 「マーガレットが咲く丘」（DV）
- 「精神障害者雇用」編
- 「新型コロナウイルスと心」編
- 「青き学びの杜」（医学部時代編）
- 「解離性障害」編
- 「アンガーマネジメント」編
- 「星屑と太陽が出会う夜」（研修医編）
- 「薬物依存症」編

## 制作背景
原作を担当する七海が精神医療を題材とする本作を執筆しようとしたきっかけは、「自分の家族が精神疾患を抱えていた」ことが影響している。七海は家族とともに病院探しをし、複数の精神科の診察の付き添いした経験があった。雑誌の仕事で精神科医に取材をする機会もあった。それらを経て、患者に「必要な情報があまりにも届いていない」と感じるようになる。精神医療ではいい医者とそうではない医者の差が大きいが、病院や医師選びの情報が乏しいため、患者が「適切な治療にアクセスしづらい」という問題に、七海は直面する。精神病に対する偏見と「『自分が精神病になるはずがない』という思い込み」など、誤った認識を持つことにより、「治療が必要な当事者を病院から遠ざけているのではないか」と七海は考えた。その視点から「精神医療」を「多くの人にとって身近なマンガの題材として取り上げるべきテーマ」として、本作を執筆。「苦しくても、手を伸ばせばちゃんと助けてくれる〝シュリンク〟がそこにいる」ことを、七海は読者に伝えたいと考えている。
七海は読者の中には「心が不安定になっている」人や「精神疾患を抱える」人もいるため、誤情報により余計な不安を煽り、実際に病状に苦しむ読者に悪影響を与えないよう、「精神科医や当事者の方への取材は不可欠」だと考えている。取材で得た「ファクトの情報をベースにストーリーを描くように心がけ」、七海は原作を執筆している。エピソードを描く際は、「必ずハッピーエンドで終わるよう意識して」描かれている。

## 書誌情報
- 七海仁（原作）・月子（漫画）『Shrink〜精神科医ヨワイ〜』集英社〈ヤングジャンプコミックス〉、既刊15巻（2025年5月19日現在）
  1. 2020年1月17日発売[集 1][2]、ISBN 978-4-08-891421-3
  2. 2020年2月19日発売[集 2]、ISBN 978-4-08-891484-8
  3. 2020年9月18日発売[集 3]、ISBN 978-4-08-891688-0
  4. 2020年12月18日発売[集 4]、ISBN 978-4-08-891796-2
  5. 2021年5月19日発売[集 5][9]、ISBN 978-4-08-891898-3
  6. 2021年9月17日発売[集 6]、ISBN 978-4-08-892083-2
  7. 2021年12月17日発売[集 7]、ISBN 978-4-08-892177-8
  8. 2022年5月18日発売[集 8]、ISBN 978-4-08-892259-1
  9. 2022年11月17日発売[集 9]、ISBN 978-4-08-892515-8
  10. 2023年5月19日発売[集 10]、ISBN 978-4-08-892703-9
  11. 2023年11月17日発売[集 11]、ISBN 978-4-08-892875-3
  12. 2024年4月18日発売[集 12]、ISBN 978-4-08-893216-3
  13. 2024年8月19日発売[集 13]、ISBN 978-4-08-893361-0
  14. 2024年12月18日発売[集 14]、ISBN 978-4-08-893521-8
  15. 2025年5月19日発売[集 15]、ISBN 978-4-08-893672-7

## テレビドラマ
2024年8月31日から9月14日までNHK総合・NHK BSプレミアム4Kの「土曜ドラマ」枠で放送されたテレビドラマ。主演は中村倫也。

### キャスト
弱井幸之助（よわい こうのすけ）
演 - 中村倫也
「新宿ひだまりクリニック」を経営する精神科医。
雨宮有里（あまみや ゆり）
演 - 土屋太鳳（高校生時代：嶋貫妃夏）
「新宿ひだまりクリニック」に勤める看護師。
綿矢陽美
演 - 井桁弘恵
弱井のかつての恋人。
松野裕樹
演 - 三浦貴大
弱井の帝應大学医学生時代の同期でルームメイト。
早乙女瞬
演 - 竹財輝之助
弱井の父親の右腕として東北の病院で腕を磨いたあと、東京で「早乙女メンタルクリニック」を開業。
岩国真紀
演 - 酒井若菜
精神保健福祉士。

### ゲスト

#### 第1話
雪村葵（ゆきむら あおい）
演 - 夏帆
都内の大手広告代理店で働く会社員。シングルマザー。保育園児の息子がいる。
高橋文世（たかはし ふみよ）
演 - 余貴美子
葵が離婚した夫の実母。
雪村翔〈5〉
演 - 白鳥廉
葵の息子。
栄子
演 - 梅舟惟永
葵の同僚。
渡辺老人
演 - 中村シユン
「新宿ひだまりクリニック」の患者。
園長
演 - 村松恭子
翔が通う「東原たんぽぽ保育園」の園長。
医師
演 - 二階堂智
駅で倒れた葵を診察した医師。心臓の病気ではないとして精神科にかかることを勧める。
ママ友
演 - 松山愛里、小角まや
「東原たんぽぽ保育園」に子供を通わせている葵のママ友。お休みしているみどり先生を精神科で見かけたと噂話をしている。
医師
演 - 南條瑞樹
「早乙女メンタルクリニック」医師。葵を不安障害と診断するが、診察中に一度も葵の方を見ない。
アナウンサー
演 - 浅野夏実
地下鉄殺傷事件の続報で、逮捕された犯人は精神科への通院歴ありと伝える。
乗客、駅員
演 - 橋野純平、横田陽介
電車でパニック障害を発症した葵をホームで介抱する。
係員
演 - 桃児
遊園地のゴンドラの係員。

#### 第2話
谷山玄（たにやま げん）
演 - 松浦慎一郎（10歳時：山田忠輝）
さざ波屋ラーメン新宿本店の店長。柔道三段。
谷山楓（たにやま かえで）
演 - 土村芳
玄の妹。父が亡くなり母が家出してから、兄と二人で生きてきた。
君島明（きみしま あきら）
演 - 河相我聞
都内有数の精神科病院・新星病院の精神科医。部長。弱井の大学の先輩。
林正信（はやし まさのぶ）
演 - 佐戸井けん太
新星病院で双極症の治療のため3度目の入院している患者。かつては三島物産の管理職だった。
仙川鶴一（せんかわ つるいち）
演 - 小林薫
玄の柔道の師匠。
菅原
演 - 足立智充
さざ波屋ラーメンの本部長。
吉野
演 - 岡部尚
生活訓練施設「リベラ」の職員。
土屋
演 - 齊藤友暁
さざ波屋ラーメン新宿本店の店員。子どもが生まれたばかり。
店員
演 - 須藤佑介、細江翔
同店店員。
店員
演 - 西村太佑
玄行きつけの八百屋の店員。
看護師
演 - 夏目実幸
新星病院の看護師。
女性
演 - 佐藤里菜
躁状態の玄が自宅に連れ込んだ女性。
田所
演 - 島田桃依
食堂でいつも座る席にこだわりがある新星病院入院患者。
南
演 - 坂口辰平
玄をストラックアウトに誘う新星病院入院患者。
中島
演 - 西洋亮
新星病院入院患者。柔道経験者。
入院患者
演 - 田中陸
頭を叩きながら唸っている新星病院入院患者。
演 - 成田沙織
歌いながら踊っている新星病院入院患者。
モリヤマ
演 - もりたかお
リベラの「ダイアログ」で隣になった玄とラーメン話で盛り上がる男性。

#### 第3話
小山内風花（おさない ふうか）
演 - 白石聖（幼少期：秋山加奈、高校生時代：片田陽依）
新宿ゴールデン街のBARでバーテンダーのアルバイトをしている。
温田優（ぬくだ ゆう）
演 - 細田佳央太
風花のボーイフレンド。山梨出身。
セイコ
演 - ドリアン・ロロブリジーダ
風花が働いているBARのとなりのBARでママとして働いているゲイ。
小山内昌子（おさない まさこ）
演 - 中島ひろ子
風花の母。
小山内正一（おさない しょういち）
演 - 光石研
風花の父。大手の金融機関で管理職をしているエリートサラリーマン。
英雄（ひでお）
演 - 永岡佑
風花の彼氏。
皆藤
演 - 吉岡睦雄
新星病院のデイケアのコリーダー。
風花のバーの客
演 - 福澤重文、石川諒
風花のLINEを執拗に聞き出そうとする。
演 - 野村たかし
ラムを頼んだのに違うものがきたと文句を言う。
佐藤
演 - 師岡広明
新星病院のデイケアに通う男性。
通所者
演 - 頼経明子、西出結
新星病院のデイケア通所者。フラワーアレンジメントを企画した風花に礼を言う。
店員
演 - 玉井らん
セイコのバーの店員。風花が初めて飲み代を払って帰ったことに驚く。
同級生
演 - 住友沙来、冨波心
有里と風花の高校時代の同級生。
講師
演 - 花澤蕉和
新星病院のデイケアに招かれたフラワーアレンジメントの講師。

### スタッフ
- 原作 - 七海仁（原作）、月子（漫画）『Shrink～精神科医ヨワイ～』
- 脚本 - 大山淳子[8]
- 音楽 - 富貴晴美
- 音楽プロデュース - 福島節
- 演出 - 中江和仁[8]
- 制作統括 - 樋口俊一（NHK）、阿利極（AX-ON）[45]
- プロデューサー - 久保田傑（オフィス・シロウズ）、齋藤大輔[45]

### 放送日程
| 話数  | 放送日  | サブタイトル     |
| ----- | ------- | ---------------- |
| 第1話 | 8月31日 | パニック症       |
| 第2話 | 9月07日 | 双極症           |
| 第3話 | 9月14日 | パーソナリティ症 |

| NHK総合テレビ 土曜ドラマ              | NHK総合テレビ 土曜ドラマ                            | NHK総合テレビ 土曜ドラマ            |
| 前番組                                | 番組名                                              | 次番組                              |
| ------------------------------------- | --------------------------------------------------- | ----------------------------------- |
| パーセント （2024年5月11日 - 6月1日） | Shrink -精神科医ヨワイ- （2024年8月31日 - 9月14日） | 3000万 （2024年10月5日 - 11月23日） |

### 映像ソフト
- 「Shrink-精神科医ヨワイ-」Blu-ray, DVD 発売日：2025年1月24日、販売元：NHKエンタープライズ